# 曖昧小花介
曖昧小花介（学名：Cytherelloidea ambigua）为小浪花介科小花介屬下的一个种。